# Waltendorf (Lichtenau)
Waltendorf (fränkisch: Waldndorf) ist ein Gemeindeteil des Marktes Lichtenau im Landkreis Ansbach (Mittelfranken, Bayern). Büschelbach liegt in der Gemarkung Malmersdorf.

## Geografie
Die Einöde liegt an der Fränkischen Rezat, dort mündet der Rackergraben (rechts) in den Fluss. Südwestlich des Orts liegt das Waldgebiet Nüstel. Eine Gemeindeverbindungsstraße führt nach Malmersdorf (0,4 km nordwestlich). Wirtschaftswege verlaufen nach Immeldorf (1 km südöstlich) und nach Lichtenau zur Kreisstraße AN 12 (1,7 km westlich).

## Geschichte
Der Ort wurde 1391 als „Waltendorff“ erstmals urkundlich erwähnt. Das Bestimmungswort des Ortsnamens ist Walto, der Personenname des Ortsgründers. Nach Georg Rusam könnte Waltendorf aufgrund seiner günstigen Lage und Bodenbeschaffenheit bereits im 8. Jahrhundert worden sein.
Im Salbuch des nürnbergischen Pflegamtes Lichtenau von 1515 wurden für Waltendorf 2 Untertansfamilien angegeben, die beide der Reichsstadt Nürnberg unterstanden. Laut der Amtsbeschreibung des Pflegamtes Lichtenau aus dem Jahr 1748 zählte der Ort zur Hauptmannschaft Immeldorf. Es gab weiterhin die 2 nürnbergischen Untertansfamilien. Der Ort gehörte zur Realgemeinde Malmersdorf.
Auch gegen Ende des 18. Jahrhunderts gehörte Waltendorf zur Realgemeinde Malmersdorf. In Waltendorf gab es 2 Anwesen. Das Hochgericht und die Dorf- und Gemeindeherrschaft übte das Pflegamt Lichtenau aus. Beide Höfe hatten das Landesalmosenamt Nürnberg als Grundherrn. Bei der Vergabe der Hausnummern Anfang des 19. Jahrhunderts bekamen die Anwesen die Nr. 15 und 16 des Ortes Malmersdorf.
Im Rahmen des Gemeindeedikts wurde Waltendorf dem 1808 gebildeten Steuerdistrikt Immeldorf und der 1810 gegründeten Ruralgemeinde Immeldorf zugeordnet. Mit dem Zweiten Gemeindeedikt (1818) wurde Waltendorf in die neu gebildete Ruralgemeinde Malmersdorf umgemeindet. Diese wurde am 1. April 1971 im Zuge der Gebietsreform in Bayern in die Gemeinde Lichtenau eingegliedert.

### Baudenkmal
- Haus Nr. 16: Bauernhaus, eingeschossiger Bau des 18. Jahrhunderts mit Fachwerkgiebel, Krüppelwalm und Schleppgauben; geohrtes Portal mit gerader Verdachung[13]

### Einwohnerentwicklung
| Jahr      | 001818 | 001840 | 001861 | 001871 | 001885 | 001900 | 001925 | 001950 | 001961 | 001970 | 001987 |
| Einwohner | 32     | 12     | 18     | 14     | 11     | 16     | 10     | 17     | 8      | 12     | 7      |
| Häuser    | 5      | 2      |        |        | 2      | 2      | 2      | 2      | 1      |        | 2      |
| Quelle    | [ 15 ] | [ 16 ] | [ 17 ] | [ 18 ] | [ 19 ] | [ 20 ] | [ 21 ] | [ 22 ] | [ 23 ] | [ 24 ] | [ 1 ]  |

## Religion
Der Ort ist seit der Reformation evangelisch-lutherisch geprägt und nach St. Georg (Immeldorf) gepfarrt. Die Einwohner römisch-katholischer Konfession sind nach St. Johannes (Lichtenau) gepfarrt.